# پریسیلیان
پریسیلیان (انگلیسی: Priscillian; ۱ ژانویهٔ ۰۳۴۰ – ۱ ژانویهٔ ۰۳۸۵) کشیش، و یک نجیب‌زاده ثروتمند اسپانیایی رومی (هیسپانیا) بود که نوعی سختگیرانه از زهد مسیحی یا ریاضت‌طلبی را ترویج می‌کرد.